# Дух і літера (видавництво)
«Ду́х і Лі́тера» — українське видавництво літератури філософського, соціально-політичного, культурологічного та богословського напрямків. Розташоване в Києві, при університеті «Києво-Могилянська академія». Засноване 1992 року на базі кількох дослідницьких центрів цієї академії. Випускає однойменний міждисциплінарний часопис «Дух і Літера», а спільно з Центром юдаїки Києво-Могилянської академії — літературно-мистецький часопис «Єгупець». Станом на 2021 рік видало понад 700 книг. Серед найвідоміших — «Європейський словник філософій», серії «Постаті культури», «Бібліотека спротиву, бібліотека надії». Директор — Костянтин Сігов. Головний редактор — Леонід Фінберг.

## Тематика видавництва
Видавництво позиціює себе як найдавніше й чільне видавництво гуманітаристики, видаючи класиків європейської філософсько-інтелектуальної думки, християнського богослов'я, академічного релігієзнавства, історії, соціології, культурознавства, юдаїки та художньої прози й поезії відповідної тематики.
Книги видавництва регулярно отримують високі нагороди книжкових конкурсів і премій. Окремі видання перекладені англійською мовою.

## Добірка книг видавництва за тематикою

### Філософія
- «Європейський словник філософій», т. 1-4.
- Ханна Арендт, «Айхман в Єрусалимі. Розповідь про банальність зла».
- Медитації Декарта у дзеркалі сучасних тлумачень.
- Є. Бистрицький, С. Пролєєв, Р. Зимовець, «Комунікація і культура в ґлобальному світі».
- Ч. Тейлор, «Секулярна доба», кн. 1-2.
- М. Фюрст, Т. Юрґен, «Філософія».

### Богослов'я
Бібліотека видавництва з християнського богослов'я є найбільшою в Україні. «Дух і Літера» видавало праці знакових теологів та істориків релігії, представляючи різні християнські конфесії й інтелектуальні традиції: православ'я, католицизм, протестантизм. Серед проблем які порушують книжки видавництва можна перелічити: християнство й віра в постсекулярному світі, християнство й виклики модерності, християнство в контекст розвитку європейської цивілізації. Книжки серії видаються російською й українською мовою.
- Д. Морозова, «Покажи мені людину. Антропологія Антіохійської школи та її спадщина у Київській традиції».
- І. Хрисавгіс, «Варфоломій: Апостольська місія. Пророче бачення».
- В. Ченцова, «Киевская митрополия между Константинополем и Москвой. 1686».
- Ф. Нембрини, «От отца к сыну».
- К. Говорун, «Політичне православ'я».
- М. Симонопетрський «Житія святих», ч. 1-6.
- С. Аверинцев, «Софія-Логос. Словник».

### Юдаїка
Видання наукових, навчальних і мистецьких книжок з єврейської культури та художньої літератури єврейських письменників здійснюється у співпраці з науково-дослідницькою організацією «Центр юдаїки», очолюваної головним редактором видавництва Леонідом Фінбергом. Серія є найповнішою та найширшою в Україні, включаючи книги з історії Голокосту, українсько-єврейських взаємин, літературознавства, релігієзнавства тощо.
Знаковими виданнями є:
- Тегілім — псалми. Коментар рабина Шимшона Рафаеля Гірша. Т. 1, T.2.
- Єврейські адреси України — путівник.
- «Чорна книга».
- Геннадій Естрайх, «Культура мовою їдиш».
- Генрі Абрамсон, «Молитва за владу. Українці та євреї в революційну добу (1917—1920)».
- Єврейська цивілізація. Оксфордський підручник з юдаїки.
- Ірина Мелешкіна, «Мандрівні зорі в Україні. Сторінки історії єврейського театру».
- Книжкова графіка митців Культур-Ліґи.

### Художня література
- Ісаак Башевіс-Зінґер, «Раб. Шоша».
- Скринька з червоного дерева: Єврейська проза Східної Європи другої половини ХІХ — ХХ століть.
- Маріанна Кіяновська, «Бабин Яр. Голосами».
- Януш Корчак, «Дитя людське».

### Культурологія та мистецтвознавство
- М. Стріха, «Український переклад і перекладачі: між літературою і націєтворенням».
- Д. Горбачов, «Український художній авангард: маніфести, публіцистика, бесіди, спогади, листи».
- Єжи Фіцовський, «Бруно Шульц. Книга образів».
- «ΣΥΜΠΟΣΙΟΝ. Зустрічі з Валентином Сильвестровим».
- Ф. Нембрини, «Данте, поэт желания» т. 1-3.

### Історія та суспільствознавство
- О. Стяжкіна, «Смак радянського».
- В. Кулик, «Мовна політика в багатомовних країнах».
- А. Джонс, «Геноцид: Вступ до глобальної історії».
- В. Єрмоленко, «Плинні ідеології»

### Серія «Постаті культури»
Тривалий час видавництво видає серію книжок, присвячених постатям української культури, зокрема діячам 20-го століття. Книги цієї серії включають біографічні студії, збірки есеїв та статей і літературознавчі монографії. Станом на 2021 рік «Дух і Літера» видало понад 25 книг серії. Головним редактором та упорядником серії є літературознавець Олексій Сінченко.
Як найвизначніші книги серії можна виділити:
- А. Пучков, «Тривкий тролінґ трикстера: метадраматургія Олександра Корнійчука».
- Д. Горбачов, «Лицарі голодного Ренесансу».
- Л. Ушкалов, «Ловитва невловного птаха: життя Григорія Сковороди».
- П. Рихло, «Поетика діалогу. Творчість Пауля Целана як інтертекст».

### Серія «Бібліотека спротиву, бібліотека надії»
Серія присвячена постатям та прикладам людського спротиву людської гідності тоталітарному терору. До неї включені тексти українських дисидентів, істориків, інтелектуалів. Частина книг присвячена подіям Революції гідності та Російсько-української війни.
- «Майдан. Свідчення»
- «Дисиденти. Антологія текстів» — упорядник О. Сінченко. Книга перекладена англійською мовою.
- О. Гнатюк, «Відвага і страх».
- Ю. Скіра, «Покликані: монахи Студійського Уставу та Голокост».
- О. Стяжкіна, «Стигма окупації. Радянські жінки у самобаченні 1940-х років».

### Періодика
«Дух і Літера» видавали однойменний філософсько-культурознавчий альманах (часопис «Дух і Літера») та художній альманах «Єгупець», присвячений головно юдаїці.

## Відзнаки
- «Лицарі Голодного ренесансу» — Найкраща книга «Форуму видавців» 2020 р. в номінації «Біографії».
- 2013 року українські переклади книг Радослава Сікори «З історії польських крилатих гусарів» (2013) та «Крилаті гусари Яна Собеського» (2013) отримали звання «Книжка року'2013» в рейтингу Буквоїд[3].
- 2013, травень: «Українська книжка року» — збірка «Закляте залізо» Леоніда Череватенка (Часопис «Дух і Літера»).
- На 18 Форумі видавців у Львові у число 16 найкращих книжок увійшло видання Валентин Сильвестров «Дочекатися музики. Лекції-бесіди» (2011).
- Грамотою Великого журі Форуму була відзначена книга на пошану Івана Дзюби «Обрії особистості» (2011).
- Спеціальну відзнаку Малого журі громадських діячів на 18 Форумі видавців у Львові отримала книга «Юрій Тютюнник: від „Двійки“ до ҐПУ. Документи і матеріали» (2011).
- Видання «Європейський словник філософій. Лексикон неперекладностей» також отримав книжкову відзнаку — перший його том став лауреатом ХІІ Всеукраїнського рейтингу «Книжка року 2010» у номінації «Софія: Зарубіжна гуманітаристика». Другий том «Європейського словника філософій» став також лауреатом уже XIII Всеукраїнського рейтингу «Книжка року 2011» у номінації «Софія: Зарубіжна гуманітаристика».
- Книга «Блез Паскаль. Думки» здобула перемогу на фестивалі-ярмарку 16 Форум видавців у Львові у конкурсі «Книга Форуму видавців» (2009).